# Acrocercops anthracuris
Acrocercops anthracuris är en fjärilsart som beskrevs av Edward Meyrick 1926. Acrocercops anthracuris ingår i släktet Acrocercops och familjen styltmalar. Inga underarter finns listade i Catalogue of Life.